# Список населённых пунктов городского округа Ступино
В списке представлены населённые пункты городского округа Ступино Московской области и их принадлежность к муниципальным образованиям бывшего Ступинского муниципального района (4 городским и 3 сельским поселениям), упразднённым 6 июня 2017 года.
Перечень населённых пунктов, их наименование и тип даны в соответствии с Законом Московской области от 28.02.2005 № 68/2005-ОЗ «О статусе и границах Ступинского муниципального района и вновь образованных в его составе муниципальных образований». Численность населения дана на 2006 год.
После преобразования Ступинского района в городской округ с целью исключения наличия у двух одноимённых населённых пунктов одинаковых категорий постановлением Губернатора Московской области № 78-ПГ от 22 февраля 2019 года:
- деревня Каменка бывшего городского поселения Ступино преобразована в село;
- деревня Каменка бывшего сельского поселения Аксиньинское преобразована в посёлок;
- деревня Колычево бывшего городского поселения Жилёво преобразована в село;
- деревня Кошелевка бывшего городского поселения Малино преобразована в село;
- деревня Лаптево бывшего сельского поселения Аксиньинское преобразована в село;
- деревня Новоселки бывшего сельского поселения Леонтьевское преобразована в село;
- деревня Новоселки бывшего городского поселения Жилёво преобразована в посёлок;
- деревня Починки бывшего сельского поселения Семёновское преобразована в село;
- деревня Сотниково бывшего городского поселения Малино преобразована в село.

На территории Ступинского района/городского округа Ступино находятся 238 населённых пунктов: 1 город, 3 рабочих посёлка, 6 посёлков, 59 сёл и 169 деревень.
| №   | Населённый пункт     | Тип     | Население | бывшее муниципальное образование |
| --- | -------------------- | ------- | --------- | -------------------------------- |
| 1   | 2-я Пятилетка        | деревня | →0        | сельское поселение Леонтьевское  |
| 2   | Авдотьино            | село    | ↘75       | сельское поселение Аксиньинское  |
| 3   | Авдотьино            | деревня | ↘7        | сельское поселение Семёновское   |
| 4   | Авдулово-1           | село    | ↗11       | сельское поселение Леонтьевское  |
| 5   | Авдулово-2           | деревня | ↗5        | сельское поселение Леонтьевское  |
| 6   | Агарино              | деревня | ↗18       | сельское поселение Семёновское   |
| 7   | Акатово              | деревня | →0        | сельское поселение Аксиньинское  |
| 8   | Аксиньино            | село    | ↗638      | сельское поселение Аксиньинское  |
| 9   | Аксинькино           | деревня | ↗16       | городское поселение Ступино      |
| 10  | Алеево               | деревня | ↗54       | городское поселение Ступино      |
| 11  | Алеево-2             | деревня | ↗5        | городское поселение Ступино      |
| 12  | Алешково             | деревня | ↗12       | городское поселение Ступино      |
| 13  | Алфимово             | деревня | ↘1381     | сельское поселение Леонтьевское  |
| 14  | Ананьино             | деревня | ↗19       | сельское поселение Семёновское   |
| 15  | Антипино             | деревня | ↗18       | сельское поселение Семёновское   |
| 16  | Бабеево              | деревня | ↗12       | городское поселение Малино       |
| 17  | Байдиково            | деревня | ↗22       | городское поселение Жилёво       |
| 18  | Батайки              | село    | ↗23       | городское поселение Ступино      |
| 19  | Бекетово             | деревня | ↗16       | сельское поселение Семёновское   |
| 20  | Белыхино             | деревня | ↘2        | сельское поселение Аксиньинское  |
| 21  | Березнецово          | село    | ↘1209     | городское поселение Малино       |
| 22  | Березня              | деревня | ↗16       | городское поселение Жилёво       |
| 23  | Беспятово            | деревня | ↘288      | сельское поселение Аксиньинское  |
| 24  | Бессоново            | деревня | ↘4        | сельское поселение Аксиньинское  |
| 25  | Благовское           | деревня | →0        | сельское поселение Аксиньинское  |
| 26  | Боброво              | деревня | ↘53       | сельское поселение Аксиньинское  |
| 27  | Большое Алексеевское | село    | ↗1449     | сельское поселение Аксиньинское  |
| 28  | Большое Лупаково     | деревня | ↘4        | сельское поселение Леонтьевское  |
| 29  | Большое Скрябино     | село    | ↘4        | сельское поселение Аксиньинское  |
| 30  | Бортниково           | село    | ↘34       | городское поселение Малино       |
| 31  | Буньково             | деревня | →0        | сельское поселение Аксиньинское  |
| 32  | Бурцево              | деревня | ↗16       | городское поселение Малино       |
| 33  | Вальцово             | деревня | ↗35       | городское поселение Ступино      |
| 34  | Василево             | деревня | ↘2        | сельское поселение Аксиньинское  |
| 35  | Васильевское         | село    | ↘37       | городское поселение Малино       |
| 36  | Васьково             | деревня | ↘17       | сельское поселение Леонтьевское  |
| 37  | Вельяминово          | посёлок | ↗237      | городское поселение Михнево      |
| 38  | Верзилово            | село    | ↗5982     | городское поселение Жилёво       |
| 39  | Верховлянь           | село    | ↘3        | сельское поселение Леонтьевское  |
| 40  | Вихорна              | село    | ↘6        | городское поселение Ступино      |
| 41  | Владимирово          | деревня | ↘9        | сельское поселение Леонтьевское  |
| 42  | Возрождение          | деревня | ↗17       | городское поселение Жилёво       |
| 43  | Возцы                | деревня | →0        | городское поселение Ступино      |
| 44  | Волково              | деревня | →0        | сельское поселение Леонтьевское  |
| 45  | Воскресенки          | село    | ↗97       | городское поселение Ступино      |
| 46  | Гладково             | деревня | ↘3        | городское поселение Ступино      |
| 47  | Глебово              | деревня | ↗1        | городское поселение Малино       |
| 48  | Головлино            | деревня | ↘5        | городское поселение Ступино      |
| 49  | Голочелово           | село    | →0        | сельское поселение Аксиньинское  |
| 50  | Горки                | деревня | ↘13       | сельское поселение Семёновское   |
| 51  | Горностаево          | деревня | ↗1        | сельское поселение Леонтьевское  |
| 52  | Городище             | деревня | ↗1256     | городское поселение Ступино      |
| 53  | Городня              | село    | ↘29       | сельское поселение Аксиньинское  |
| 54  | Госконюшня           | деревня | ↗65       | сельское поселение Леонтьевское  |
| 55  | Гридьково            | деревня | ↘4        | сельское поселение Семёновское   |
| 56  | Гридюкино            | деревня | ↗23       | сельское поселение Семёновское   |
| 57  | Грызлово             | деревня | ↗34       | сельское поселение Семёновское   |
| 58  | Дворяниново          | деревня | ↗12       | городское поселение Жилёво       |
| 59  | Девяткино            | деревня | ↘141      | городское поселение Малино       |
| 60  | Дорки                | деревня | ↗22       | сельское поселение Леонтьевское  |
| 61  | Дорожники            | деревня | ↘24       | городское поселение Жилёво       |
| 62  | Дубечино             | деревня | ↘22       | сельское поселение Семёновское   |
| 63  | Дубнево              | деревня | ↘1394     | городское поселение Малино       |
| 64  | Еганово              | село    | →6        | сельское поселение Леонтьевское  |
| 65  | Жилёво               | пгт     | ↘1940     | городское поселение Жилёво       |
| 66  | Жилёво               | деревня | →0        | городское поселение Жилёво       |
| 67  | Забелино             | деревня | ↗12       | городское поселение Жилёво       |
| 68  | Заворыкино           | деревня | ↗13       | сельское поселение Семёновское   |
| 69  | Залуги               | деревня | ↗6        | сельское поселение Семёновское   |
| 70  | Занкино              | село    | ↘13       | сельское поселение Аксиньинское  |
| 71  | Захарово             | деревня | ↘6        | сельское поселение Леонтьевское  |
| 72  | Зевалово             | деревня | ↘41       | сельское поселение Аксиньинское  |
| 73  | Зыбино               | деревня | ↘2        | городское поселение Ступино      |
| 74  | Ивановское           | деревня | ↗24       | городское поселение Жилёво       |
| 75  | Ивановское           | село    | ↗1455     | сельское поселение Семёновское   |
| 76  | Ивантеево            | деревня | ↘5        | сельское поселение Леонтьевское  |
| 77  | Иван-Теремец         | село    | ↗115      | городское поселение Жилёво       |
| 78  | Игнатьево            | деревня | ↗20       | городское поселение Малино       |
| 79  | Кабужское            | деревня | ↗12       | городское поселение Ступино      |
| 80  | Каверино             | деревня | ↘13       | городское поселение Михнево      |
| 81  | Калянино             | деревня | ↘6        | сельское поселение Семёновское   |
| 82  | Каменищи             | деревня | ↗19       | сельское поселение Семёновское   |
| 83  | Каменка              | деревня | ↗16       | городское поселение Малино       |
| 84  | Каменка              | село    | →4        | городское поселение Ступино      |
| 85  | Каменка              | посёлок | ↘4        | сельское поселение Аксиньинское  |
| 86  | Канищево             | деревня | ↗14       | сельское поселение Семёновское   |
| 87  | Кануново             | деревня | ↗23       | городское поселение Жилёво       |
| 88  | Карпово              | деревня | ↗352      | сельское поселение Аксиньинское  |
| 89  | Кишкино              | деревня | →1        | городское поселение Михнево      |
| 90  | Киясово              | село    | ↗243      | городское поселение Жилёво       |
| 91  | Колдино              | деревня | ↗17       | городское поселение Ступино      |
| 92  | Коледино             | деревня | ↗19       | сельское поселение Леонтьевское  |
| 93  | Колычево             | село    | ↗191      | городское поселение Жилёво       |
| 94  | Колычево             | деревня | →5        | сельское поселение Семёновское   |
| 95  | Колюпаново           | деревня | ↗17       | городское поселение Ступино      |
| 96  | Кондрево             | село    | ↗3        | городское поселение Ступино      |
| 97  | Константиновское     | село    | ↘194      | городское поселение Михнево      |
| 98  | Короськово           | село    | ↗13       | городское поселение Михнево      |
| 99  | Костомарово          | деревня | ↘14       | сельское поселение Леонтьевское  |
| 100 | Кочкорево            | деревня | ↘9        | городское поселение Малино       |
| 101 | Кошелевка            | село    | ↘56       | городское поселение Малино       |
| 102 | Кошелевка            | деревня | ↗6        | городское поселение Ступино      |
| 103 | Кравцово             | деревня | ↗23       | сельское поселение Семёновское   |
| 104 | Крапивня             | деревня | ↘12       | городское поселение Малино       |
| 105 | Красный Котельщик    | деревня | →47       | сельское поселение Леонтьевское  |
| 106 | Кременье             | село    | →19       | городское поселение Ступино      |
| 107 | Кубасово             | деревня | ↗34       | сельское поселение Семёновское   |
| 108 | Кузьмино             | село    | ↗26       | городское поселение Михнево      |
| 109 | Кунавино             | деревня | ↘0        | городское поселение Михнево      |
| 110 | Куртино              | село    | ↘39       | городское поселение Ступино      |
| 111 | Лаврентьево          | деревня | ↘0        | городское поселение Малино       |
| 112 | Ламоново             | деревня | ↘1        | сельское поселение Аксиньинское  |
| 113 | Лапино               | деревня | ↗64       | сельское поселение Семёновское   |
| 114 | Лаптево              | деревня | ↗3        | городское поселение Ступино      |
| 115 | Лаптево              | село    | ↗47       | сельское поселение Аксиньинское  |
| 116 | Леньково             | деревня | ↘9        | городское поселение Михнево      |
| 117 | Леонтьево            | деревня | ↗1091     | сельское поселение Леонтьевское  |
| 118 | Липитино             | село    | ↗134      | городское поселение Малино       |
| 119 | Лобынино             | деревня | ↗16       | городское поселение Малино       |
| 120 | Ловцово              | деревня | ↘0        | городское поселение Жилёво       |
| 121 | Лужники              | село    | ↗1841     | городское поселение Ступино      |
| 122 | Любановка            | деревня | ↗7        | сельское поселение Леонтьевское  |
| 123 | Ляхово               | деревня | ↗1        | сельское поселение Леонтьевское  |
| 124 | Макеево              | деревня | ↘4        | сельское поселение Семёновское   |
| 125 | Малино               | пгт     | ↗3357     | городское поселение Малино       |
| 126 | Малое Алексеевское   | село    | ↗8        | сельское поселение Аксиньинское  |
| 127 | Малое Ивановское     | деревня | →7        | сельское поселение Аксиньинское  |
| 128 | Малое Лупаково       | деревня | ↘0        | сельское поселение Леонтьевское  |
| 129 | Малюшина Дача        | деревня | ↗20       | городское поселение Ступино      |
| 130 | Мартыновское         | село    | ↘28       | сельское поселение Аксиньинское  |
| 131 | Марьинка             | село    | ↘9        | сельское поселение Аксиньинское  |
| 132 | Марьинка             | деревня | ↘2        | сельское поселение Леонтьевское  |
| 133 | Марьинское           | деревня | ↗26       | городское поселение Михнево      |
| 134 | Матвейково           | деревня | ↗65       | городское поселение Ступино      |
| 135 | Матюково             | деревня | ↗20       | городское поселение Малино       |
| 136 | Медведево            | деревня | ↘0        | сельское поселение Леонтьевское  |
| 137 | Мещерино             | село    | ↘3923     | сельское поселение Аксиньинское  |
| 138 | Милино               | деревня | ↗12       | сельское поселение Аксиньинское  |
| 139 | Миняево              | деревня | →0        | сельское поселение Аксиньинское  |
| 140 | Михнево              | пгт     | ↘11 279   | городское поселение Михнево      |
| 141 | Мурзино              | деревня | ↗6        | городское поселение Жилёво       |
| 142 | Мышенское            | село    | ↘20       | сельское поселение Семёновское   |
| 143 | Мякинино             | деревня | ↘39       | сельское поселение Леонтьевское  |
| 144 | Мясищево             | деревня | →0        | сельское поселение Аксиньинское  |
| 145 | Мясное               | деревня | ↗53       | городское поселение Михнево      |
| 146 | Назарово             | деревня | ↘3        | сельское поселение Семёновское   |
| 147 | Нефедьево            | село    | ↘6        | сельское поселение Аксиньинское  |
| 148 | Нивки                | деревня | ↗12       | городское поселение Ступино      |
| 149 | Николо-Тители        | деревня | ↘4        | городское поселение Малино       |
| 150 | Никольская Дача      | деревня | ↘8        | городское поселение Михнево      |
| 151 | Новоеганово          | посёлок | ↘96       | сельское поселение Леонтьевское  |
| 152 | Новоселки            | посёлок | ↗56       | городское поселение Жилёво       |
| 153 | Новоселки            | деревня | ↘6        | сельское поселение Аксиньинское  |
| 154 | Новоселки            | село    | ↗13       | сельское поселение Леонтьевское  |
| 155 | Оглоблино            | деревня | ↘0        | сельское поселение Леонтьевское  |
| 156 | Октябрьский          | посёлок | ↗65       | городское поселение Михнево      |
| 157 | Ольгино              | деревня | ↗4        | сельское поселение Семёновское   |
| 158 | Ольховка             | деревня | ↘39       | сельское поселение Семёновское   |
| 159 | Ольхово              | деревня | ↗14       | городское поселение Ступино      |
| 160 | Орехово              | деревня | ↘13       | сельское поселение Леонтьевское  |
| 161 | Орешково             | деревня | ↗8        | сельское поселение Леонтьевское  |
| 162 | Останково            | деревня | ↗33       | городское поселение Малино       |
| 163 | Пасыкино             | деревня | ↗13       | сельское поселение Леонтьевское  |
| 164 | Песочня              | деревня | ↗3        | городское поселение Ступино      |
| 165 | Пестриково           | деревня | ↘2        | городское поселение Малино       |
| 166 | Петрищево            | деревня | →2        | сельское поселение Семёновское   |
| 167 | Петрово              | деревня | ↘194      | городское поселение Жилёво       |
| 168 | Покровское           | село    | ↘7        | сельское поселение Аксиньинское  |
| 169 | Полупирогово         | деревня | ↗1        | сельское поселение Аксиньинское  |
| 170 | Полушкино            | деревня | ↗6        | сельское поселение Семёновское   |
| 171 | Починки              | деревня | ↗28       | городское поселение Ступино      |
| 172 | Починки              | село    | ↗13       | сельское поселение Семёновское   |
| 173 | Привалово            | деревня | →0        | сельское поселение Семёновское   |
| 174 | Проскурниково        | деревня | ↗36       | городское поселение Михнево      |
| 175 | Протасово            | деревня | →7        | сельское поселение Семёновское   |
| 176 | Прудно               | деревня | ↗58       | сельское поселение Семёновское   |
| 177 | Псарёво              | деревня | ↗50       | городское поселение Ступино      |
| 178 | Радужная             | деревня | ↗211      | сельское поселение Аксиньинское  |
| 179 | Разиньково           | село    | ↗19       | городское поселение Михнево      |
| 180 | Родоманово           | деревня | ↗10       | городское поселение Ступино      |
| 181 | Рудины               | деревня | ↗54       | городское поселение Михнево      |
| 182 | Савельево            | деревня | ↘7        | городское поселение Малино       |
| 183 | Савино               | деревня | ↗52       | городское поселение Ступино      |
| 184 | Сайгатово            | деревня | ↘0        | городское поселение Ступино      |
| 185 | Сапроново            | село    | ↘43       | сельское поселение Аксиньинское  |
| 186 | Сафроново            | деревня | ↗74       | городское поселение Малино       |
| 187 | Секирино             | деревня | ↗2        | городское поселение Жилёво       |
| 188 | Семёновское          | село    | ↗2028     | сельское поселение Семёновское   |
| 189 | Сенькино             | деревня | ↗3        | городское поселение Ступино      |
| 190 | Сидорово             | деревня | ↗72       | городское поселение Михнево      |
| 191 | Ситне-Щелканово      | село    | ↗3154     | городское поселение Ступино      |
| 192 | Соколова Пустынь     | деревня | ↘60       | городское поселение Ступино      |
| 193 | Сотниково            | деревня | ↘4        | городское поселение Жилёво       |
| 194 | Сотниково            | село    | ↗42       | городское поселение Малино       |
| 195 | Спасское             | село    | →11       | сельское поселение Леонтьевское  |
| 196 | Старая Кашира        | село    | ↗175      | городское поселение Ступино      |
| 197 | Старая Ситня         | село    | ↗1878     | городское поселение Ступино      |
| 198 | Старое               | деревня | ↗9        | городское поселение Ступино      |
| 199 | Старое               | село    | ↘56       | сельское поселение Аксиньинское  |
| 200 | Старокурово          | деревня | ↗62       | сельское поселение Семёновское   |
| 201 | Ступино              | город   | ↘63 506   | городское поселение Ступино      |
| 202 | Суково               | село    | ↗117      | городское поселение Ступино      |
| 203 | Сумароково           | деревня | ↘7        | сельское поселение Семёновское   |
| 204 | Съяново              | деревня | ↗17       | сельское поселение Семёновское   |
| 205 | Татариново           | село    | ↗1144     | городское поселение Михнево      |
| 206 | Теняково             | деревня | ↘8        | сельское поселение Семёновское   |
| 207 | Тишково              | деревня | ↗40       | городское поселение Ступино      |
| 208 | Толбино              | деревня | ↗17       | сельское поселение Семёновское   |
| 209 | Толочаново           | деревня | ↗8        | городское поселение Михнево      |
| 210 | Торбеево             | деревня | ↘52       | сельское поселение Семёновское   |
| 211 | Троице-Лобаново      | село    | ↘11       | сельское поселение Аксиньинское  |
| 212 | Тростники            | деревня | ↘37       | городское поселение Ступино      |
| 213 | Тутыхино             | деревня | ↗18       | городское поселение Ступино      |
| 214 | Тютьково             | деревня | ↘11       | сельское поселение Аксиньинское  |
| 215 | Уварово              | деревня | →3        | городское поселение Жилёво       |
| 216 | Усады                | посёлок | ↗1866     | городское поселение Михнево      |
| 217 | Утенково             | деревня | ↗7        | сельское поселение Леонтьевское  |
| 218 | Фёдоровское          | село    | ↘35       | сельское поселение Аксиньинское  |
| 219 | Фоминка              | деревня | ↗3        | сельское поселение Леонтьевское  |
| 220 | Фомино               | деревня | ↗1        | городское поселение Малино       |
| 221 | Хатунь               | село    | ↗936      | сельское поселение Семёновское   |
| 222 | Хирино               | деревня | ↗19       | городское поселение Жилёво       |
| 223 | Хомутово             | деревня | ↘0        | сельское поселение Аксиньинское  |
| 224 | Хонятино             | село    | ↘113      | городское поселение Малино       |
| 225 | Хочёма               | деревня | ↗24       | городское поселение Ступино      |
| 226 | Чернышово            | село    | ↘1        | городское поселение Михнево      |
| 227 | Четряково            | деревня | ↘7        | городское поселение Малино       |
| 228 | Чиркино              | деревня | ↗19       | сельское поселение Леонтьевское  |
| 229 | Чирково              | деревня | ↗61       | сельское поселение Семёновское   |
| 230 | Шелково              | деревня | →10       | сельское поселение Семёновское   |
| 231 | Шманаево             | деревня | ↘8        | сельское поселение Леонтьевское  |
| 232 | Шматово              | деревня | →7        | городское поселение Жилёво       |
| 233 | Шугарово             | село    | ↗1683     | городское поселение Жилёво       |
| 234 | Шугарово             | деревня | ↘21       | городское поселение Малино       |
| 235 | Щапово               | деревня | ↗37       | городское поселение Малино       |
| 236 | Щапово               | село    | ↘85       | сельское поселение Аксиньинское  |
| 237 | Щербинино            | деревня | ↘23       | сельское поселение Леонтьевское  |
| 238 | Ярцево               | деревня | ↗2        | сельское поселение Аксиньинское  |

## Комментарии
1. ↑  Согласно Постановлению Губернатора МО от 19 мая 2001 года № 146-ПГ Архивная копия от 8 декабря 2015 на Wayback Machine в состав деревни был включён посёлок Красная Заря
2. ↑  Согласно Постановлению Губернатора МО от 19 мая 2001 года № 148-ПГ Архивная копия от 8 декабря 2015 на Wayback Machine в состав рабочего посёлка были включены деревни Марьинка и Харино
3. ↑  Согласно Постановлению Губернатора МО от 19 мая 2001 года № 148-ПГ Архивная копия от 8 декабря 2015 на Wayback Machine в состав рабочего посёлка были включены деревни Екиматово и Михнево, а также посёлок Мехколонны-20; а в 2004 году, согласно Постановлению губернатора Московской области от 09 августа 2004 года № 172-ПГ Архивная копия от 4 марта 2016 на Wayback Machine, — деревня Астафьево.
4. ↑  Согласно Постановлению Губернатора МО от 19 мая 2001 года № 146-ПГ Архивная копия от 8 декабря 2015 на Wayback Machine в состав села была включена деревня Мышенское-2
5. ↑  До 2003 года назывался посёлок станции Яганово, переименован согласно Постановлению Мособлдумы от 09.07.2003 № 22/64-П Архивная копия от 4 марта 2016 на Wayback Machine.
6. ↑  Согласно Постановлению Губернатора МО от 10 января 2002 года № 5-ПГ Архивная копия от 5 октября 2013 на Wayback Machine в состав города Ступино был включён посёлок отделения совхоза «Образцово» и деревни Большое Образцово и Малое Образцово; а согласно Постановлению Губернатора МО от 15 марта 2004 года № 33-ПГ Архивная копия от 5 октября 2013 на Wayback Machine — посёлок городского типа Приокск.
7. ↑  Согласно Постановлению Губернатора МО от 19 мая 2001 года № 146-ПГ Архивная копия от 8 декабря 2015 на Wayback Machine в состав деревни был включён посёлок отделения совхоза «Хонятино»